# Глеб Всеславич
Глеб Всесла́вич (1050-е годы — 13 сентября 1119, Киев) — князь минский с 1101 года, родоначальник минской ветви полоцких князей, сын князя Всеслава Брячиславича.

## Биография
По предположению историка Ю. А. Артамонова, Глеб — один из двух старших сыновей Всеслава, которые вместе с отцом в июне (или июле) 1067 года были захвачены в плен Ярославичами во время мирных переговоров, и освобождены 15 сентября 1068 года.

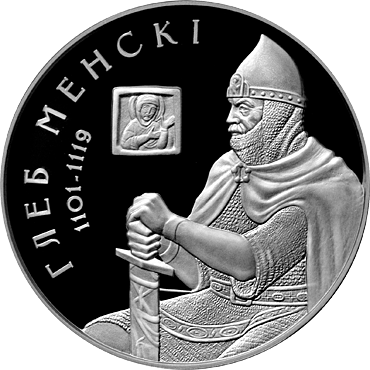
Глеб Минский на монете Национального банка Республики Беларусь, 2007. Дизайн: С. Заскевич

В 1104 году Глеба пытались осадить в Минске, но безуспешно, воевода Путята, Олег Святославич и Ярополк Владимирович, сын Владимира Мономаха. В 1106 году Глеб участвовал в походе на балтское племя земгалов, полоцкое войско во главе с князем Рогволодом Всеславичем было разбито. Древнерусские летописи утверждают, что было убито 9000 русских воинов.
В 1116 году он начал войну с Мономахом и сжег Слуцк. В ответ на это Мономах со своими сыновьями, а также с Давыдом Святославичем и сыновьями Олега Святославича двинулся на Минск. Мономаховичи захватили Оршу и Друцк, осадили Минск. Глеб начал переговоры, и Владимир Мономах, не желая в пост проливать христианскую кровь, согласился на мир и вернул Минск Глебу.
Несмотря на условия мира, Глеб в 1119 году начал новую войну. Мстислав Владимирович, сын Мономаха, пленил Глеба и привел его в Киев, где тот скончался в том же году.

## Семья
Жена: (ок. 1085) Анастасия (ум. 1159), дочь Ярополка Изяславича, князя Владимиро-Волынского. Сыновья:
- Ростислав (ум. ок. 1165), князь Минский 1146—1151, 1159—1165(?), князь Полоцкий 1151—1159
- Володарь (ум. после 1167), князь Городцовский 1146—1167(?), князь Минский 1151—1159, 1165(?) — 1167, князь Полоцкий 1167
- Всеволод (ум. 1159/1162), князь Изяславский 1151—1159, князь Стрежевский 1159 — до 1162
- Изяслав (ум. 1134)